# The Little Stranger
Pour plus de détails, voir Fiche technique et Distribution.
The Little Stranger est un film d'horreur britannique réalisé par Lenny Abrahamson, sorti en 2018.

## Synopsis
Fils d’une modeste domestique, le docteur Faraday s’est construit une existence tranquille et respectable en devenant médecin de campagne. En 1947, lors d’un été particulièrement long et chaud, il est appelé au chevet d’une patiente à Hundreds Hall, où sa mère fut employée autrefois. Le domaine, qui appartient depuis plus de deux siècles à la famille Ayres, est aujourd’hui en piteux état et ses habitants, la mère, son fils et sa fille, sont hantés par quelque chose de bien plus effrayant encore que le déclin de leurs finances. Faraday ne s’imagine pas à quel point le destin de cette famille et le sien sont liés.

## Fiche technique
- Titre : The Little Stranger
- Réalisation : Lenny Abrahamson
- Scénario : Lucinda Coxon, d'après le roman de Sarah Waters
- Photographie : Ole Bratt Birkeland
- Montage : Nathan Nugent (en)
- Musique : Stephen Rennicks
- Décors : Simon Elliott
- Costumes : Steven Noble
- Producteur : Gail Egan, Andrea Calderwood et Ed Guiney
  - Coproducteur : Anita Overland
  - Producteur délégué : Daniel Battsek, Andrew Love, Cameron McCracken et Tim O'Shea
- Production : Potboiler Productions, Element Pictures, Film4, Ingenious Film Partners, Irish Film Board, Anguille Productions, Canal+ et Pathé
- Distribution : Focus Features et Pathé Distribution
- Pays d'origine :  Royaume-Uni
- Genre : Film d'horreur
- Durée : 112 minutes
- Dates de sortie :
  -  République tchèque,  Hongrie et  Portugal : 30 août 2018
  -  Canada et  États-Unis : 31 août 2018
  -  Royaume-Uni : 21 septembre 2018
  -  France : 26 septembre 2018

## Distribution
- Domhnall Gleeson (VF : Thibaut Lacour) : Dr Faraday
- Ruth Wilson (VF : Ingrid Donnadieu) : Caroline Ayres
- Charlotte Rampling (VF : Elle-même) : Mme Ayres
- Will Poulter : Roderick Ayres
- Liv Hill : Betty
- Josh Dylan : Bland
- Camilla Arfwedson : Mme Ayres jeune
- Anna Madeley : Anne Granger
- Tipper Seifert-Cleveland : Susan jeune

## Sortie vidéo
Le film sort le 30 janvier 2019 en DVD.